# تگیسه (دهکده)
تگیسه (اسپانیایی: Teguise‎)، (تلفظ [teˈɣise]) که با عنوان (اسپانیایی: La Villa de Teguise‎) نیز شناخته می‌شود، مرکز ناحیه شهری تگیسه در بخش شمالی مرکزی جزیره لانزاروته است و در استان لاس پالماس در جزایر قناری قرار دارد. تگیسه در اول ژانویه ۲۰۱۸، دارای جمعیتی برابر با ۱٬۷۷۶ نفر بود.
یکی از جاذبه‌های گردشگری تگیسه «یکشنبه بازاری»است، که درآن برگزار می‌شود.

## تاریخچه
تگیسه در سال ۱۴۱۴ بنبان گذاری شده و از سال ۱۴۲۵ الی ۱۴۴۸ به عنوان پایتخت دولت پادشاهی جزایر قناری برگزیده شد. تگیسه همچنین تا سال ۱۸۵۲ مرکز جزیره لانزاروته بود و در سال مذکور مرکز جزیره به آرثیفه منتقل گردید.

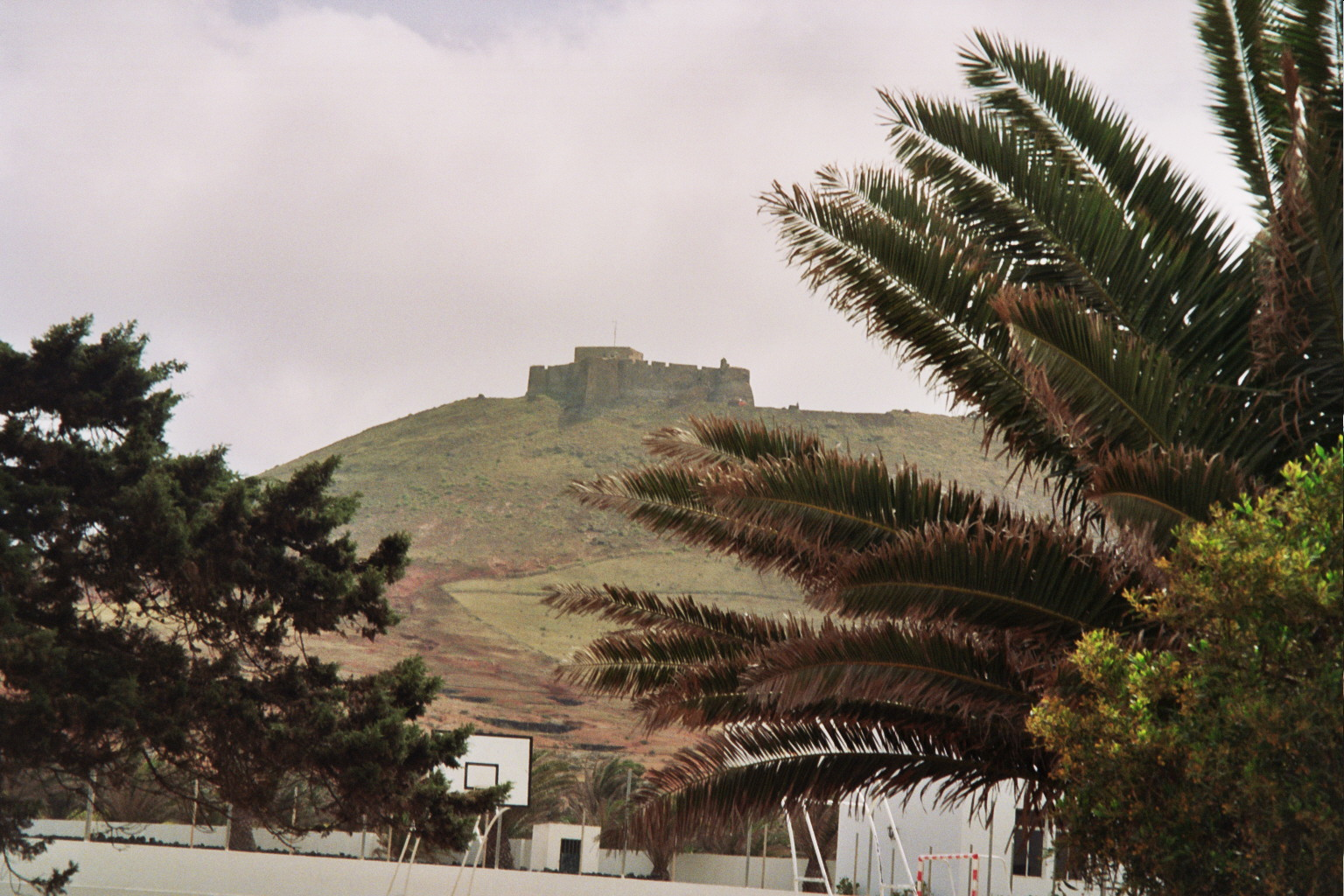
دژ سانتا باربارا
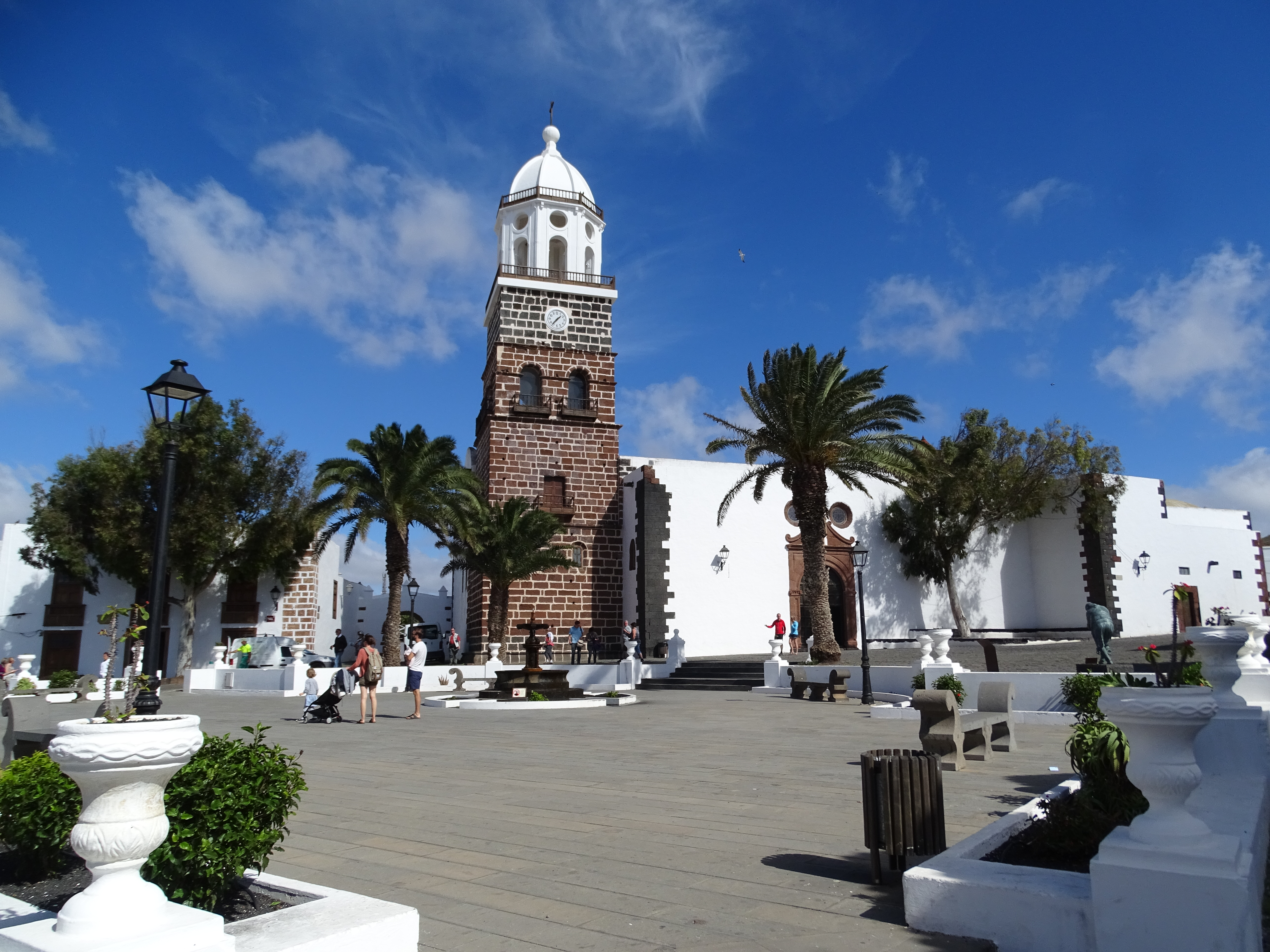
کلیسای  بانوی ما